# Kuźnice Świdnickie (gromada)
Kuźnice Świdnickie – dawna gromada, czyli najmniejsza jednostka podziału terytorialnego Polskiej Rzeczypospolitej Ludowej w latach 1954–1972.
Gromady, z gromadzkimi radami narodowymi (GRN) jako organami władzy najniższego stopnia na wsi, funkcjonowały od reformy reorganizującej administrację wiejską przeprowadzonej jesienią 1954 do momentu ich zniesienia z dniem 1 stycznia 1973, tym samym wypierając organizację gminną w latach 1954–1972.
Gromadę Kuźnice Świdnickie z siedzibą GRN w Kuźnicach Świdnickich (obecnie w granicach Boguszowa-Gorców) utworzono – jako jedną z 8759 gromad na obszarze Polski – w powiecie wałbrzyskim w woj. wrocławskim, na mocy uchwały nr 30/54 WRN we Wrocławiu z dnia 2 października 1954. W skład jednostki wszedł obszar dotychczasowej gromady Kuźnice Świdnickie ze zniesionej gminy Kuźnice Świdnickie w tymże powiecie. Dla gromady ustalono 26 członków gromadzkiej rady narodowej.
13 listopada 1954, po pięciu tygodniach, gromadę Kuźnice Świdnickie zniesiono w związku z nadaniem jej statusu osiedla (1 stycznia 1973 osiedle zniesiono, włączając je do nowo utworzonego miasta Boguszów-Gorce).